# Neuroma
Per neuroma (più propriamente chiamato neuroma traumatico) si intende una proliferazione non neoplastica, ma iperplastica, di cellule di Schwann e di fibre nervose, che segue ad un trauma ad un nervo periferico che abbia comportato la sua completa interruzione e che rappresenta l'esito di un tentativo inefficace di rigenerazione del nervo stesso.
In genere, i neuromi sono adiacenti ad una cicatrice traumatica o chirurgica; più comunemente superficiali (cute-sottocute), possono essere anche profondi (molto frequenti i neuromi da amputazione, ad esempio nel moncone del dotto cistico dopo colecistectomia).
I neuromi superficiali sono spesso caratterizzati da forte dolorabilità; la minima stimolazione, anche tattile, scatena un forte dolore.
Nella pianta del piede, in prossimità della testa distale delle ossa metatarsali (arco plantare anteriore), è abbastanza frequente il neuroma di Morton, caratterizzato da fibrosi e da iperplasia dei fasci nervosi, causato dal trauma cronico derivante dalla deambulazione; la lesione causa un dolore che disturba notevolmente la deambulazione stessa.
Il neuroma non ha relazioni con i veri tumori benigni dei nervi periferici, rappresentati dal neurinoma, chiamato più propriamente Schwannoma perché origina da una proliferazione neoplastica delle cellule di Schwann, e dal neurofibroma, che origina da una proliferazione neoplastica di cellule di Schwann e di fibre nervose associata a fibrosi; in alcuni casi, la presenza di neurofibromi multipli rappresenta una delle manifestazioni di una malattia ereditaria, la neurofibromatosi.